# Suorvaluodot
Suorvaluodot är en ö i Finland. Den ligger i sjön Haukivesi och i kommunen Nyslott i  landskapet Södra Savolax, i den sydöstra delen av landet, 280 km nordost om huvudstaden Helsingfors. Öns area är 0,9 hektar och dess största längd är 140 meter i öst-västlig riktning.  Notera att namnet antyder att det är fråga om flera öar.